# Right to Be Wrong
Right to Be Wrong is een soullied, geschreven door de Engelse zangeres en songwriter Joss Stone, Desmond Child en Betty Wright voor het tweede album Mind, Body & Soul (2004) van Stone. De single werd uitgebracht in november 2004 in het VK en in februari 2005 in de VS als de tweede single van het album. De hoogste positie was nummer 29 in de UK Singles Chart, waar het zes weken in stond. Het lied werd gecoverd in het Spaans door de Mexicaanse zangeres Alejandra Guzmán voor haar album Lipstick uit 2004, met de titel "Tengo Derecho a Estar Mal" (Vertaling: Ik heb het recht om me slecht te voelen)

## Afspeellijst
CD 1 / 7" single van het VK
1. "Right to Be Wrong" - 4:40
2. "Jet Lag" (Live van de Sessions@AOL) - 4:25

CD 2 van het VK
1. "Right to Be Wrong" - 4:40
2. "The Player" - 4:41
3. "Don't Know How" (Live van de Sessions@AOL) - 4:01

Promotie single voor VK & VS
1. "Right to Be Wrong" (Radio edit) - 3:59

## Hitlijsten
| Hitlijst (2004)                | Hoogste positie |
| ------------------------------ | --------------- |
| Musikmarkt Top 100 (Duitsland) | 98              |
| UK Singles Chart               | 29              |
| Hitlijst (2005)                | Hoogste positie |
| Argentijnse Top 40             | 31              |
| Braziliaanse Top 100           | 41              |
| Nederlandse Top 40             | 14              |
| Italiaanse Hitlijst            | 30              |
| Zwitserse Hitlijst             | 46              |
| Billboard Top 40 (VS)          | 27              |
| Hitlijst (2008)                | Hoogste positie |
| Portugese Top 50               | 43              |